# Palais Barbaro Wolkoff
Le palais Barbaro Wolkoff ou Palazzo Barbaro Wolkoff est un bâtiment civil vénitien situé dans le quartier de Dorsoduro et surplombant le Grand Canal entre la Ca' Dario et la palais Salviati.

## Histoire
Le bâtiment, initialement construit selon les canons de l'architecture vénitienne - byzantine, a ensuite été rénové en ajoutant des éléments gothiques au cours du XVe siècle. En 1894, Eleonora Duse vivait au dernier étage du bâtiment, hébergée par Alexander Wolkoff Mouronzov, qui avait récemment acheté l'intérieur de l'écurie.

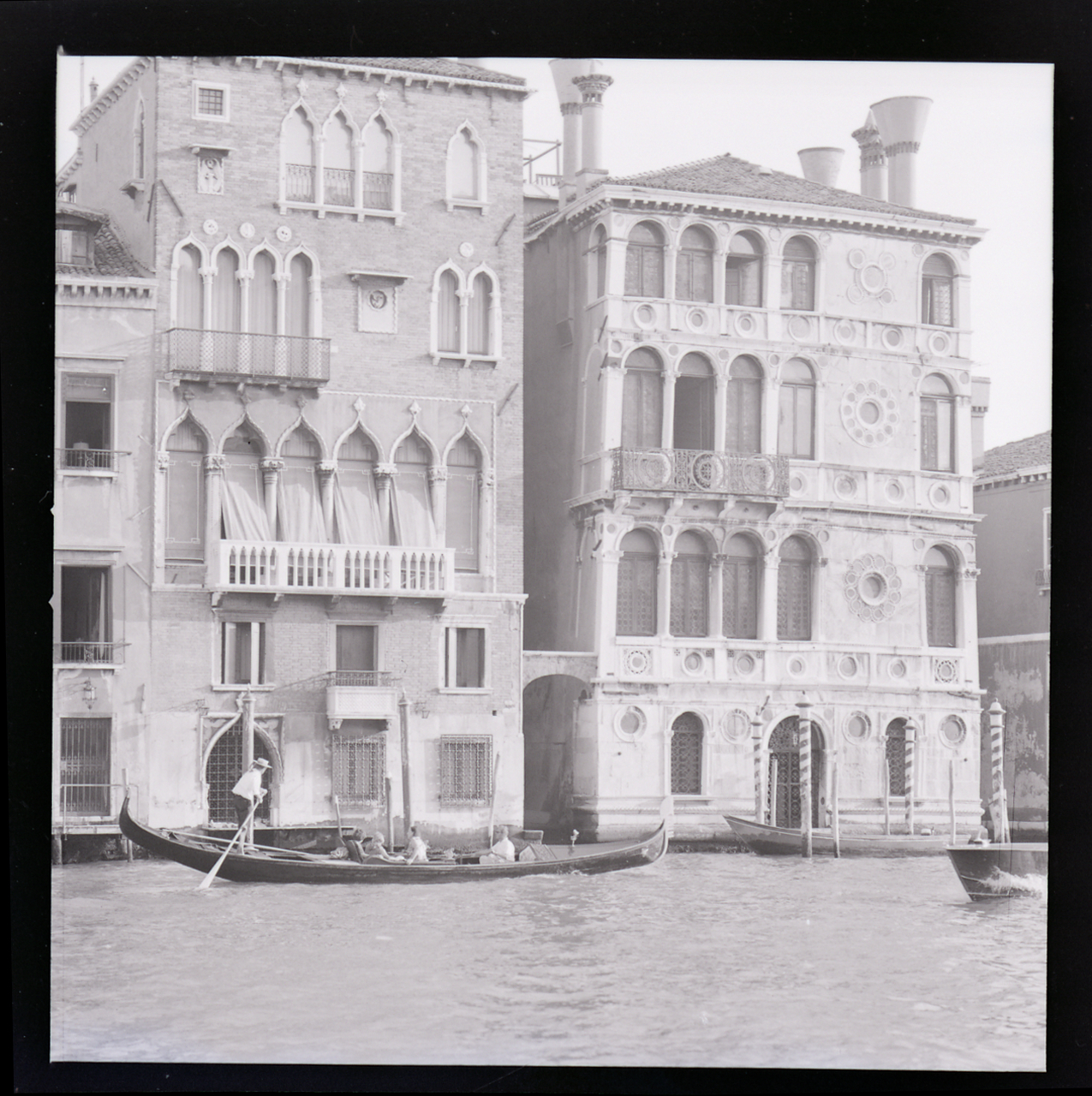
Palazzo Barbaro Wolkoff (à gauche) flanqué de Ca 'Dario sur une photo de 1969 de Paolo Monti.